# Buttigliera Alta
Buttigliera Alta (piemonti nyelven Butijera Àuta)  6461 lelkes település Olaszországban, Torino megyében. 
Legfőbb látványossága a 12. században alapított Sant'Antonio di Ranverso apátság.

## Elhelyezkedése
Buttigliera Alta Torinótól kb. 25 km-re nyugatra helyezkedik el. A vele határos települések: Avigliana, Caselette, Reano és Rosta.

## Testvérvárosok
- Jougne, Franciaország

## Fordítás
- Ez a szócikk részben vagy egészben  a   Buttigliera Alta című olasz Wikipédia-szócikk ezen változatának fordításán alapul.  Az eredeti cikk szerkesztőit annak laptörténete sorolja fel. Ez a jelzés csupán a megfogalmazás eredetét és a szerzői jogokat jelzi, nem szolgál a cikkben szereplő információk forrásmegjelöléseként.